# Jeff Rouse
Jeffrey Norman Rouse es un nadador estadounidense de estilo espalda retirado de la actividad competitiva. Ganó cuatro medallas olímpicas en dos juegos consecutivos; Barcelona 1992 y Atlanta 1996,  tres de ellas de oro y una de plata. Fue plusmarquista mundial de los 100 m espalda y líder del ranking mundial durante ocho años consecutivos.

## Biografía
Empezó a nadar a la edad de cinco años en Ferry Farm Appahannock Swim League, lugar donde practicaba todos los estilos de nado. La piscina se encontraba a pocas cuadras de su casa en Fredericksburg. A los nueve años y bajo el entrenamiento de Don Regenboghen pasó al club Quantico Devil Dolphins. Rouse fijó varias marcas nacionales en la categoría de 11 años. En 1986, Jeff fue elegido novato del año en su primera participación en el Campeonato Nacional de Estados Unidos.
Dijo el entrenador Skip Kenney "Jeff lidera con su ética de trabajo y rendimiento. No es un animador, que hace la mayor parte hablando de uno a uno. "Él es grande en la ética, la familia y hacer lo correcto. Él encabezó una campaña para poner la integridad del atleta en conjunto mediante el establecimiento de pruebas de drogas al azar a todos los atletas. Él habla a los grupos escolares y anima a los jóvenes estudiantes a tratar siempre con todas sus fuerzas. Él hace apariciones públicas y trabaja para promover el deporte. Él ha aparecido en un calendario de Sports Illustrated y en numerosas revistas.

## Juegos Olímpicos de 1992
En su debut olímpico en 1992, fue vencido por el canadiense Mark Tewksbury en la parte posterior de 100 m espalda. Jeff declaró que la pérdida su catalizador evitó que ganara la prueba, y que volvería en 1996 para ganar. Él lo hizo. Sin embargo, en Barcelona, dos días después de ganar la plata, ganó el oro en el relevo 4 x 100 metros combinado con sus compañeros de equipo Nelson Diebel, Pablo Morales y Jon Olsen. Jeff ayudó a establecer dos récords mundiales en esa carrera, en los 100 m espalda con un tiempo de 53.86 en la primera posta del relevo, y un récord de relevo de 3:36.93 que duró cuatro años, hasta Atlanta en 1996 donde nuevamente Jeff ganó la medalla de oro olímpica junto a Jeremy Linn, Mark Henderson y Gary Hall Jr., imponiendo unos 3:34.8.

## Juegos Olímpicos de 1996
Rouse fue capitán del equipo olímpico de EE. UU. en 1996. En Atlanta, Jeff, con 26 años, se metió de lleno en la prueba de los 100 espalda, desde las preliminares logró unos impresionantes 54.20. que lo colocaban como el favorito. Por detrás el cubano de 19 años Neisser Bent que lograba la segunda mejor marca, 54.83. 
Ya en la final, los primeros 50 metros Rouse marcó 26.30. aventajando a los demás nadadores, y sin problemas se impuso en la prueba con 54.10. Durante los ocho años anteriores había sido de los nadadores más consistentes y líder en el ranking mundial, siendo plusmarquista mundial con 53.86 en 100 espalda, aunque había realizado sus mejores tiempos en los relevos.